# Cucciago
Cucciago là một đô thị ở tỉnh Como trong vùng Lombardia, có cự ly khoảng 30 kilômét (19 mi) về phía bắc của Milano và khoảng 9 kilômét (6 mi) về phía nam của Como. Tại thời điểm ngày 31 tháng 12 năm 2004, đô thị này có dân số 3.205 người và diện tích là 5,0 km².
Cucciago giáp các đô thị: Cantù, Casnate con Bernate, Fino Mornasco, Senna Comasco, Vertemate con Minoprio.